# پوئبلا دل پریر
پوئبلا دل پریر (به اسپانیایی: Puebla del Prior) یک شهرستان در اسپانیا است که در استان باداخس واقع شده‌است.